# І жартома, і всерйоз...
І жартома, і всерйоз… — радянський художній фільм 1963 року, знятий на кіностудії «Казахфільм».

## Сюжет
Фільм складається з трьох новел. Героя першої новели, хлопчика Алдана, продавчиня морозива залишила стерегти візок з товаром, а сама пішла в магазин по намисто. Шолпан, героїня другої новели, отримала анонімного листа і вирушила на будівництво до чоловіка для з'ясування ситуації. Герой третьої новели — баран. З ним трапляються цікаві події.

## У ролях
- Єсетжан Косубаєв — Алдан («Намисто»)
- М. Бурханова — Культай («Намисто»)
- Раїса Мухамедьярова — Шолпан («Молодята»)
- Ріфат Іскаков — Дідар («Молодята»)
- Рахметулла Сальменов — Єркімбай («Хочете вірте, хочете ні»)
- Г. Утепова — епізод
- Едуард Ізотов — Льоша («Намисто»)
- Лідія Власова — продавчиня («Намисто»)
- Дана Алтайбаєва — Галія («Молодята»)
- Лідія Ашрапова — Раушан («Молодята»)
- Аміна Умурзакова — епізод («Молодята»)
- А. Саутпаєв — Мухтар («Хочете вірте, хочете ні»)
- Т. Субханбердіна — Роза («Хочете вірте, хочете ні»)
- Айзен Мусабекова — Шарбану («Хочете вірте, хочете ні»)
- Ш. Ултанбаєва — Айгуль («Хочете вірте, хочете ні»)
- Марат Сиздиков — епізод («Намисто»)
- Танат Жайлібеков — епізод («Намисто»)

## Знімальна група
- Режисери — Геральд Дегальцев, Юрій Мінгазітдінов, Даріга Тналіна, Гук Ін Цой, Юрій Чулюкін
- Сценаристи — Анатолій Галієв, Юрій Чулюкін
- Оператори — Ісаак Гітлевич, Борис Сігов
- Композитор — Аркадій Островський
- Художники — Віктор Ледньов, Юрій Мінгазітдінов